# Serra de les Agudes
La Serra de les Agudes és una serra situada entre els municipis d'Alt Àneu i d'Espot a la comarca del Pallars Sobirà, amb una elevació màxima de 2.715 metres. Forma part de la carena que separa la vall de Cabanes de la vall del riu Escrita.